# Ambonil
Ambonil är en kommun i departementet Drôme i regionen Auvergne-Rhône-Alpes i sydöstra Frankrike. Kommunen ligger i kantonen Loriol-sur-Drôme som tillhör arrondissementet Valence. År 2022 hade Ambonil 102 invånare.

## Befolkningsutveckling
Antalet invånare i kommunen Ambonil
Referens:INSEE